# Модилевский, Яков Самуилович
Яков Самуилович Модилевский (28 января 1883, Киев — 8 марта 1968, там же) — украинский и советский цитолог и эмбриолог растений, историк науки, член-корреспондент АН УССР (1939-68), ученик С. Г. Навашина.

## Биография
Родился Яков Модилевский 28 января 1883 года в Киеве. В начале 1900-х годов решил поехать на учёбу в Германию, город Мюнхен, где поступил в Мюнхенский университет на естественное отделение, при этом также поступив на заочное физико-математическое отделение Киевский государственный университет. В 1907 году Яков Самуилович окончил Мюнхенский государственный университет и переехал в родной Киев, где перевёлся с заочного на очное физико-математическое отделение Киевского государственного университета и его окончил в 1908 году. С 1922 года Яков Самуилович работал в системе АН УССР. В конце 1929-начале 1930 года Яков Самуилович создал отдел цитологии и эмбриологии института ботаники АН УССР, где с 1931-по 1967 год занимал должность заведующего созданного им отдела. С 1937-по 1938 год занимал должность директора института ботаники. С 1937-по 1941 год являлся преподавателем КиевГУ, а с 1946-по 1949 год — Киевского педагогического института.
Скончался Яков Модилевский 8 марта 1968 года в Киеве.

## Научная деятельность
Основные научные работы посвящены эмбриологии и цитологии растений.

### Избранные  труды
- 1953 — Эмбриология покрытосеменных растений.
- 1956 — История отечественной эмбриологии высших растений.